# Folkestone and Hythe
Folkestone and Hythe è un distretto locale del Kent, Inghilterra, Regno Unito, con sede a Folkestone.
Il distretto fu creato con il Local Government Act 1972, il 1º aprile, 1974 dalla fusione dei borough di Folkestone, Hythe, Lydd e New Romney con il Distretto rurale di Elham ed il Romney Marsh. Fino al 2018, il distretto è stato conosciuto come Shepway.

## Ward e parrocchie
Il distretto è diviso in ward: Elham and Stelling Minnis; North Downs West e East (2 ward); Tolsford; Folkestone East; Folkestone Cheriton; Folkestone Morehall; Folkestone Park; Folkestone Harbour; Folkestone Harvey Central; Folkestone Harvey West; Folkestone Sandgate; Lympne and Stanford; Hythe East; Hythe Central; Hythe West; Dymchurch and St Mary's; New Romney Town e Coast (2 ward) e Lydd.
Le parrocchie sono:
- Acrise
- Brenzett
- Brookland
- Burmarsh
- Dymchurch
- Elham
- Elmsted
- Folkestone
- Hawkinge
- Hythe
- Ivychurch
- Lydd
- Lyminge
- Lympne
- Monks Horton
- Newchurch
- Newington
- New Romney
- Old Romney
- Paddlesworth
- Postling
- St. Mary in the Marsh
- Saltwood
- Sandgate
- Sellindge
- Snargate
- Stanford
- Stelling Minnis
- Stowting
- Swingfield